# Вакендорф II
Вакендорф II (нім. Wakendorf II) — громада в Німеччині, розташована в землі Шлезвіг-Гольштейн. Входить до складу району Зегеберг. Складова частина об'єднання громад Кісдорф. Римська цифра II у назві використовується для розрізняння з однойменною громадою того ж району (Вакендорф I), розташованою за 20 км на північний схід.
Площа — 12,8 км2. Населення становить 1326 ос. (станом на 31 грудня 2020).